# 岐阜県道5号乗鞍公園線
岐阜県道5号乗鞍公園線（ぎふけんどう5ごう のりくらこうえんせん）は、岐阜県の乗鞍公園から高山市丹生川町に至る県道（主要地方道）である。

## 概要

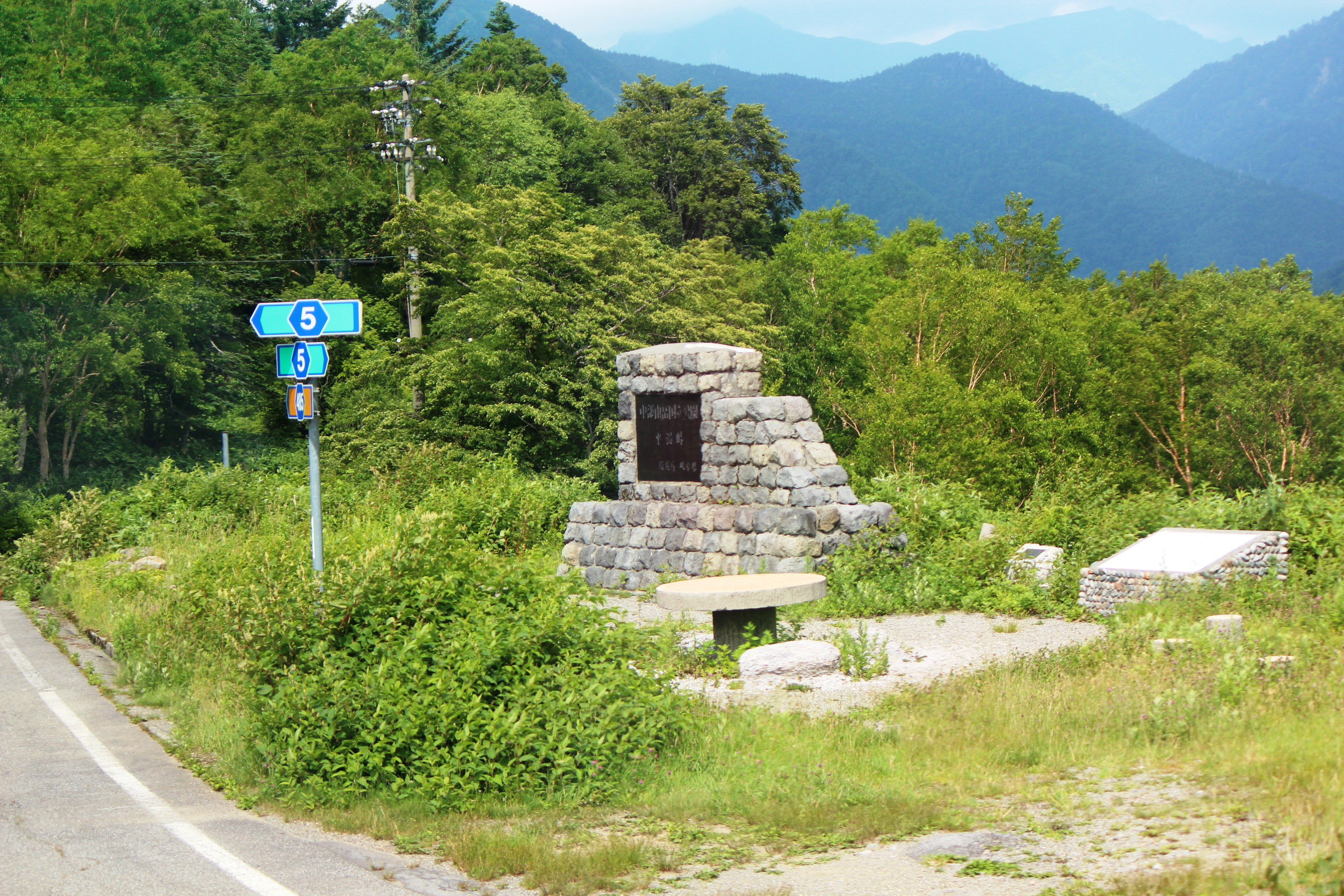
岐阜県道485号平湯久手線が接続する平湯峠

本路線の大部分はかつて有料道路であった「乗鞍スカイライン」である。本路線はこれ以外に、国道158号の旧道区間の一部である平湯峠から現国道158号の交点までの区間を含む。
乗鞍スカイライン区間の桔梗ヶ原付近は長野県域を通行する。この区間は正式には長野県道5号乗鞍公園線であるが、長野県と岐阜県の管理協定においてこの区間も岐阜県が管理することと定められており、実質的には全線が岐阜県の管理路線となっている。

### 路線データ
岐阜県法規集に基づく起終点および経過地は次のとおり
- 起点 : 乗鞍公園（畳平）
- 終点 : 岐阜県高山市丹生川町久手細谷（国道158号交点）
- 路線延長 : 16.7 km[要出典]

## 歴史
- 1954年（昭和29年）1月20日 ： 建設省（現・国土交通省）が主要地方道に路線指定。
- 1955年（昭和30年）6月14日 ： 岐阜県が路線認定。
- 1971年（昭和46年）6月26日 ： 建設省が主要地方道に再指定[2]。
- 1977年（昭和52年）2月27日 : 岐阜県が主要県道乗鞍公園線として県道認定[1]。
- 1993年（平成5年）5月11日 ： 建設省から、主要県道乗鞍公園線が乗鞍公園線として主要地方道に再指定される[3]。

## 路線状況

### 規制
乗鞍スカイラインの区間（畳平・平湯峠間）については、乗鞍スカイライン#規制を参照。

## 地理

### 通過する自治体
- 岐阜県
  - 高山市
- 長野県
  - 松本市
- 岐阜県
  - 高山市

### 交差する道路
- 長野県道84号乗鞍岳線 乗鞍エコーライン（高山市丹生川町池之俣）
- 岐阜県道485号平湯久手線（高山市丹生川町久手）
- 国道158号（高山市丹生川町久手細谷、終点）